# Municipio de German (condado de St. Joseph)
El municipio de German (en inglés: German Township) es un municipio ubicado en el condado de St. Joseph en el estado estadounidense de Indiana. En el año 2010 tenía una población de 9319 habitantes y una densidad poblacional de 212,85 personas por km².

## Geografía
El municipio de German se encuentra ubicado en las coordenadas 41°43′36″N 86°18′26″O / 41.72667, -86.30722. Según la Oficina del Censo de los Estados Unidos, el municipio tiene una superficie total de 43.78 km², de la cual 43.58 km² corresponden a tierra firme y (0.46%) 0.2 km² es agua.

## Demografía
Según el censo de 2010, había 9319 personas residiendo en el municipio de German. La densidad de población era de 212,85 hab./km². De los 9319 habitantes, el municipio de German estaba compuesto por el 74.63% blancos, el 18.47% eran afroamericanos, el 0.16% eran amerindios, el 2.19% eran asiáticos, el 0.04% eran isleños del Pacífico, el 2.1% eran de otras razas y el 2.4% pertenecían a dos o más razas. Del total de la población el 5.08% eran hispanos o latinos de cualquier raza.